# Microchelifer vosseleri
Microchelifer vosseleri es una especie de arácnido del orden Pseudoscorpionida de la familia Cheliferidae.

## Distribución geográfica
Se encuentra en Tanzania.